# گورپینار (وان)
گورپینار {{ترکی|Gürpınar، به کردی: Payizawa/Xawesor، به ارمنی: Հայոց Ձոր) یک منطقهٔ مسکونی در ترکیه است که در استان وان واقع شده‌است.